# Àlex Pastor
Pour les articles homonymes, voir Pastor.
Àlex Pastor est un scénariste, réalisateur et producteur espagnol, né le 13 mars 1981 à Barcelone dans la Catalogne. Il est le frère de David Pastor.

## Filmographie

### En tant que réalisateur

#### Longs métrages
- 2009 : Infectés (Carriers) (avec David Pastor)
- 2013 : Les Derniers Jours (Los últimos días) (avec David Pastor)
- 2020 : Chez moi (Hogar) (avec David Pastor)
- 2023 : Bird Box Barcelona

#### Courts métrages
- 2004 : Larutanatural
- 2006 : Peacemaker

#### Série télévisée
- 2016 : Incorporated (2 épisodes)

### En tant que scénariste

#### Longs métrages
- 2009 : Infectés (Carriers) de David Pastor et lui-même
- 2013 : Les Derniers Jours (Los últimos días) de David Pastor et lui-même
- 2014 : Out of the Dark de Lluís Quílez (avec Àlex Pastor)
- 2015 : Renaissances (Self/less) de Tarsem Singh
- 2023 : Bird Box Barcelona de David Pastor et lui-même

#### Courts métrages
- 2004 : Larutanatural de lui-même
- 2006 : Proyecto Nueva Era de Martí Roca et Eloi Tomàs

#### Série télévisée
- 2020 : The Head (6 épisodes)

### En tant que producteur

#### Court métrage
- 2006 : Peacemaker de lui-même (producteur délégué)

#### Séries télévisées
- 2016 : Incorporated (10 épisodes ; coproducteur délégué)
- 2020 : The Head (6 épisodes ; producteur délégué)